# Studentsången
Studentsången är en sång med text av Herman Sätherberg och musik av prins Gustaf. Sången är komponerad för manskör och tillägnades Allmänna Sången, som sjöng den för första gången på Carolina Rediviva i Uppsala under sin vårkonsert där den 18 mars 1852.

## Bakgrund
Prins Gustaf, som lärt känna Sätherberg i studentlivet i Uppsala under 1840-talet, gav denne i uppgift att skriva text till en melodi som han komponerat. Den 31 oktober 1851 var kompositionen klar och prinsen sände sången till director musices J.A. Josephson i Uppsala.
I prins Gustafs original har sången titeln "Studentsång" och föredragsbeteckningen "Marcia", men i Ivar Hedenblads sångsamling Studentsången har den fått titeln "Marsch". I prins Gustafs noter inleds texten med orden "Sjungom studentens lyckliga dag", men hos Hedenblad står det "Sjung om studentens lyckliga dag". Musikforskaren Folke Bohlin har utrett de olika versionerna av texten.
Sången sjungs av akademiska manskörer i hela Norden, och även transkriberad för blandad kör. Som unison sång används den främst vid "studenten".
Sången ingår som ett bärande tema i "Uppsalarapsodi" av Hugo Alfvén, från 1931.

## Inspelningar
En tidig inspelning gjordes av Oscar Bergström 1904.

## Filmer
Sången har använts i 57 svenska spelfilmer under åren 1929–2006.

## Parodier och andra referenser i populärkultur
- Studentsången har parodierats av bland andra Povel Ramel med inledningstexten "Sjung om fru Svenssons lyckliga karl, låt honom plöja i ungdomens fåror".
- Den finns också "översatt" till transpiranto (ett språk som associeras med Grönköpings Veckoblad), med inledningsorden: "Kantom studjosi extrabon sjur! Lassom galeja in spring juvenar …"[8]
- Magnus Ugglas album Den ljusnande framtid är vår (1980) har lånat sin titel från en textrad i Studentsången.[9]